# حقوق شهروندی
حقوق شهروندی (به انگلیسی: Citizenship Rights) از جمله محورهای بسیار مهم و اساسی هر نظام و سیستم حقوقی در جهان است. در نظم و نظام حقوقی کشور ایران، اگر چه مصادیق آن شناسایی و تا حدی تعیین شده است، اما این اصطلاح همانند بسیاری از اصطلاحات حقوق عمومی به صورت جامع در منابع حقوقی یا از سوی قانون گذار تبیین نشده است. بر اساس جمع‌بندی از مجموع تعاریفی که در این زمینه ارائه شده و نیز برخی ملاحظات نظری تکمیلی، می‌توان گفت حقوق شهروندی با تعریفی که نویسنده کتاب «جریان شناسی حقوق بشر و شهروندی» ارائه نموده است عبارت است از:
مجموعه ای از حقوق، اختیارات و امتیازات افراد یا گروهایی از مردم که با حکومت یک کشور دارای رابطه شهروندی (تابعیت) بوده و استیفا یا بهره‌مندی از تمام یا بخشی از آنها مشروط و مقید به انجام تکالیف شهروندی و التزام به قوانین و مقررات عمومی کشور مذکور است.
به تبع تعاریف مختلف از حقوق شهروندی نظریات، مکاتب و رویکردهای مختلفی نیز در این زمینه وجود دارند که پذیرش هر یک از آن‌ها الزامات مخصوص به خود را دارد و از همه مهم‌تر دایره متفاوتی از مصادیق حقوق شهروندی را در بر می‌گیرند. اما بر اساس این تعریف، مصادیق این حقوق:
1. اولا، بسته به جایگاه حقوق بشر در نظام حقوقی و هرم هنجاری هر کشور، اخص از مصادیق حقوق بشر یا نسبتاً مساوی با آن است.
2. ثانیاً، محورهای اصلی آن به‌طور معمول در قانون اساسی یا هنجارهای اساسی هر کشور و مصادیق تفصیلی و همچنین ضوابط یا مقررات مرتبط با آن‌ها در قوانین عادی و در برخی موارد، در آئین‌نامه‌ها یا دستورالعمل‌ها بیان می‌شود.
3. ثالثاً، در طیف و مجموعه متنوعی از انواع حقوق نمایان می‌شود؛ از حقوق مدنی و خصوصی تا طبقات مختلف حقوق عمومی همچون حقوق کیفری، حقوق اداری، حقوق سیاسی، حقوق اقتصادی، حقوق فرهنگی و مانند آن‌ها.[۲]